# Konrad Hubert Vieth
Konrad Hubert Vieth (ur. 17 października 1913, zm. 24 lutego 1987 w Radomiu) – polski lekarz, uczestnik ruchu oporu oraz działacz społeczny.

## Życiorys
Urodzony w rodzinie niemiecko-polskiej, ojciec leśniczy Maksymilian Vieth von Golssenau, matka Jadwiga z Drzewieckich. Uczęszczał do gimnazjum klasycznego w Lublińcu. W 1939 r. ukończył studia medyczne na Wydziale Lekarskim Uniwersytetu Jagiellońskiego. W kampanii wrześniowej 1939 r. w Zastępczym Okręgowym Szpitalu Dowództwa Obrony Warszawy, potem krótko w obozie jenieckim, odmówił podpisania reichlisty, w czasie wojny oficjalnie pracował jako lekarz kolejowy i w urzędzie ds. inwalidów, uczestnik ruchu oporu – w stopniu podporucznika szef służby sanitarnej radomskiego AK. Po wojnie organizator ośrodków medycznych w Garbatce-Letnisko, Wrocławiu, Chełmie Lubelskim, na wyspie Wolin, Od 1952 r. w Radomiu, zorganizował i prowadził do emerytury w 1980 r. stację krwiodawstwa, organizował szpital miejski. Społecznik, radny miejski, z zamiłowania myśliwy.
Jego synem był Jacek Vieth.

## Stanowiska
- Kierownik początkowo Miejskiej, potem Wojewódzkiej Stacji Krwiodawstwa (1952-1980)
- Dyrektor Szpitala Miejskiego (1959-62)
- Wojewódzki Konsultant ds. Krwiolecznictwa
- Radny Miejski (1964-1984)

## Nagrody, wyróżnienia, odznaczenia
- Medal za Warszawę 1939–1945
- Odznaka tytułu honorowego „Zasłużony Lekarz PRL”
- Krzyż Oficerski i Krzyż Kawalerski Orderu Odrodzenia Polski
- Nagroda im. Jana Kochanowskiego
- W 1972 r. wybrany „Najpopularniejszym Człowiekiem Radomia”

Jest obecnie Patronem Regionalnego Centrum Krwiodawstwa w Radomiu oraz ma ulicę swego imienia w Radomiu.